# Peter Wangel
Peter Wangel er en dansk singer-songwriter. Fra 2014 til 2018 var han den ene halvdel af duoen Wangel, men har siden optrådt som solist og udgav 13. november sit debutalbum Omfartsvej på Glorious Records.